# Lisa Ekedahl
Maria Elisabeth "Lisa" Ekedahl, född 16 juli 1895 i Växjö stadsförsamling, Kronobergs län, död 18 januari 1980 i Danderyds församling, Stockholms län, var en svensk jurist och rösträttskvinna. Hon var en av de första kvinnorna i Sverige som arbetade med juridik.

## Biografi
Lisa Ekedahl tillhörde den generation av unga kvinnor som av familjeskäl inte fick ta någon studentexamen. Detta gjorde att hon inte heller kunde läsa juridik på universitetsnivå, något som hon egentligen hade önskat. 
Lisa Ekedahl började i stället som sekreterare på Eva Andéns advokatbyrå omkring 1920. Under tiden på advokatbyrån läste hon juridik på egen hand, och tenterade även de ämnen som då ingick i en juristexamen. Men på grund av att hon inte hade någon studentexamen och att det gick så lång tid mellan tentamenstillfällena att vissa betyg förföll, fick hon aldrig någon juristexamen erkänd. Av det skälet kunde hon inte kalla sig advokat, även om hon fram till sin pensionering arbetade med juridik. Lisa Ekedahl stannade kvar på Eva Andéns advokatbyrå under hela sitt yrkesverksamma liv. Lisa Ekedahl och Eva Andén var inte bara kollegor, de delade även hushåll från det tidiga 1920-talet och framåt. Båda förblev ogifta. År 1930 lät de bygga en villa i Danderyd där de bodde fram till sin död (1970 respektive 1980).
Lisa Ekedahl var kusin till och nära vän med Elin Wägner. Hon var även hennes juridiska rådgivare. De två kusinerna reste ofta tillsammans och Lisa Ekedahl vårdade Elin Wägner på hennes dödsbädd vintern 1948/1949. Tillsammans med Eva Andén var Lisa Ekedahl testamentsexekutor i Elin Wägners dödsbo och hon tog även hand om hennes omfattande litterära kvarlåtenskap. Materialet överlämnade Lisa Ekedahl senare till Barbro Alving. Genom Elin Wägner kom Lisa Ekedahl i kontakt med Fogelstadgruppen och dess nätverk, och arbetet med tidningen Tidevarvet. Eva Andéns medlemskap i Samfundet De Nio, i vilket hon valdes in som ledamot 1940, bidrog till att Lisa Ekedahl blev god vän med bland andra poeten Hjalmar Gullberg och tidningsmannen Ivar Harrie. Eva Andén och Lisa Ekedahl var även testamentsexekutorer åt Hjalmar Gullberg och Selma Lagerlöf.
Lisa Ekedahls morfar Johan Andersson hade varit biskop i Växjö, och hennes mor Siri var konstnär. Fadern Emil Ekedahl var utbildad jurist och hade studerat i både Uppsala och Lund. Han arbetade som kronofogde i Konga härad i Småland. Farfadern Jonas Ekedahl var kontraktsprost i Norrvidinge härad, liksom farbrodern Alfred Ekedahl efter honom. Farbrodern Esaias Ekedahl var domprost i Växjö och kontraktsprost i Kinnevalds härad. Han var gift med en moster till Lisa.